# Luxemburgse parlementsverkiezingen 1937
De Luxemburgse parlementsverkiezingen van 1937 waren de laatste verkiezingen voor de Tweede Wereldoorlog.

## Uitslag
| Partij  | Partij                                                  | Zetels |
| ------- | ------------------------------------------------------- | ------ |
|         | Rechtse Partij                                          | 25     |
|         | Luxemburgse Socialistische Arbeiderspartij              | 17     |
|         | Radicaal-Liberale Partij                                | 5      |
|         | Onafhankelijke Partij van het Oosten                    | 3      |
|         | Democratische Lijst                                     | 2      |
|         | Liberale Partij                                         | 1      |
|         | Vrije Lijst van Boeren, de Middenklasse en de Arbeiders | 1      |
|         | Union Nationale Indépendante                            | 1      |
| Totaal: | Totaal:                                                 | 55     |